# 于谦
謙（1398年—1457年2月16日），字廷益，号节庵，谥忠肃，明朝大臣，浙江杭州府錢塘縣（今浙江省杭州市）人。官至兵部尚書、太子太傅。
于謙，永乐十九年辛丑科同進士出身，因參與平定朱高煦之亂有功，得到明宣宗器重，巡撫山西、河南等地。明英宗時期，因得罪王振下獄，釋放後起為兵部侍郎。土木堡之變後，于謙繼任兵部尚書，指挥明军取得北京保衛戰的勝利。明代宗時，于謙加少保、太子太傅。英宗發動奪門之變并成功复辟后，于謙被下狱，抄家棄市。成化年間获得平反。現北京、杭州西湖旁均有紀念于謙的祠堂、故居。

## 生平

### 早年政途
《明史》记载，于謙七歲時，有位僧人以其不凡，稱之為“他日救时宰相”。永乐十八（1420年）于謙中庚子科舉人，十九年（1421年）聯捷辛丑科进士。宣德初年，授職監察御史。在與明宣宗上奏對答時，言談博雅流暢，宣宗為之傾聽。顧佐擔任都御史時，對屬僚往往非常嚴厲，卻惟獨尊讓于謙，認為他的才華勝過自己。朱高煦謀反時，于謙跟隨宣宗朱瞻基親征樂安，朱高煦出城投降，宣宗命于謙口頭列數朱高煦罪狀。于謙嚴詞正氣嚴切，厲聲威嚴激烈。朱高煦趴在地上發抖，稱罪該萬死。宣宗對此十分滿意。大军班师后，于謙得賞與各位大臣相同。

### 治理地方事務
于謙隨後被重用巡按江西等地，獲得昭雪鳴冤的囚犯達數百人。于謙并上書奏報在陝西各處欺壓百姓的各級低級文武官吏，宣宗并命派御史逮捕。因此皇帝知道于謙能夠託付大任，正值當時增設各部右侍郎任各地巡撫，於是宣宗親自寫上于謙名字交予吏部，于謙因此越級升遷任兵部右侍郎，巡撫河南、山西等地。于謙抵達官所后，就輕裝騎馬全面視察其管轄的各地，尋訪父老鄉親，巡查各需需要重建與革除之處，并據實上疏奏請。稍有水旱災害，他就上報請救，一年中多達數次。
于謙莅任後，体察民情，勤于建言。正統六年（1440年），他上疏稱：
|  | 現在河南、山西積蓄的穀物各有幾百萬。請求在每年的三月，命各府州縣上報缺少糧食的貧窮家庭，按一定份額支取供給。先用菽秫，再用黍麥，然後用稻穀。等地秋收后再償還給官府，而免除那些多病和貧困不能償還的人。州縣官吏任期已滿，應當升遷，預備糧沒有備足的，不許他離任。此外仍命御史按時稽查。 |

英宗詔令施行其建議。當時，河南靠近黃河的地方，不時有決口出現。于謙命令加厚修築堤壩，按里程設立亭，每亭設立亭長，负责督促修築維護，并命令種樹鑿井，以方便旅人。當時大同孤零零地隔離于塞外，負責按察山西的官員無法按時抵達，于謙遂上疏另外設立御史管理，始為大同巡撫建制。此外，他还建议全部强取邊疆官員私自開墾的田地為官屯，用其資助邊防用度。他的威望惠德因此到處傳播，太行一带的盜賊都纷纷避開藏匿。于謙任職九年后，正统十三年（1448年），升遷為兵部左侍郎，享受二品俸祿。
英宗初期，三杨（楊士奇、杨荣、杨溥）主持朝政，很器重于謙。于谦所奏请的内容，上午呈報下午就獲批復許可，此均為三楊所主持。而于謙每次到京師議事，均是空著口袋，各權貴因無法索賄而心生怨恨。三楊陸續去世后，太監王振開始干政，恰逢有姓名與于謙相似的御史曾得罪過王振。于謙入朝時，舉薦參政王来、孫原貞代替自己。通政使李錫迎合王振意圖，於是彈劾于謙因長期不升遷而怨恨，擅自舉薦他人代替自己。奏摺下交到三司審查，于謙被判處死罪，關在獄中三月。不久，王振自知失誤，于謙因此得以釋放，貶官為大理寺少卿。
于謙被貶期間，山東、河南的官員百姓數千人均上疏請求留用，而身在两省的明朝宗室周王朱有爝、晋王朱鍾鉉也附同此議，英宗於是又命于謙再任巡撫。當時，山東、陝西因受災，流亡至河南的飢民就有二十多萬，于謙請求調發河南府、懷慶府所積蓄的粟米賑災，并上奏請求命時任布政使的年富採取安民之策，給予土地供給耕牛、穀種，并派里長監督檢查。于謙在地方任職前後十九年，每逢父母喪事，都在回家治喪后隨即被起用再任。

### 臨危受命
正統十三年（1448年），明朝邊防吃緊，于謙被召入京師，擔任兵部左侍郎。第二年秋，蒙古也先率軍大舉進犯明朝，王振唆使英宗親征。明朝兵部尚書鄺埜與于謙均極力勸阻，英宗不聽。鄺埜只能跟隨英宗親征處理軍務，而留下于謙管理兵部事務。同年發生土木堡之變，英宗被俘，百官身亡，明軍大敗并主力喪盡。在得知英宗被俘后，京師震驚，百官不知所措。負責監國的郕王朱祁钰召集群臣商議攻防之策。翰林院侍講徐珵称其观星象有變，应当向南迁都避敵。于謙听后，高声厲喝道：“主張南遷的人。應該斬首。京師是天下的根本，一旦遷都將大勢而去。難道沒看見宋朝南遷的歷史么？”郕王听后称是，于是留守策略始定。
然而，明朝京師的精锐部队均在土木堡陣亡，所餘的疲憊不堪的殘軍不足十万，人心恐慌，官員百姓都沒有堅守的信心。于謙請求郕王發佈檄文集合順天府、應天府、河南的備操軍，山東和南直隶沿海的備倭軍，江北和應天府各地的運糧軍，立即奔赴順天府，依次經營籌畫部署，人心遂稍稍安定。隨後，于謙當即升任兵部尚書，全权负责筹划京师防御。
在一邊籌畫備戰方略同時，明朝廷臣呼籲嚴懲土木之變禍首王振及其餘黨的行動也開展。一日，郕王朱祁钰攝朝朝议时，右都御史陳鎰上奏请求將王振滅族，廷臣纷纷响应。朱祁钰无法做决定，于是下令擇時改議，廷臣则抗议不依。此时，王振党羽、锦衣卫都指挥使馬順站出叱斥百官。户科给事中王竑突然帶頭在朝廷上猛击馬順，众臣纷纷跟随，馬順當即斃命，一時血濺朝堂，而士卒亦聲洶欲誅，是為午門血案。郕王朱祁钰看後大惧，欲起身离去，于謙挤到郕王身前，扶臂勸導道：“马顺等人罪当死，请不要追罪于各位大臣。”众人听后方止，而此时于谦的袍袖已经裂开。在他退出左掖門时，吏部尚書王直握着于谦的手叹道：“國家正賴公耳。今日雖百王直，何能為！” 在那時，朝廷上下都倚重于謙，而于謙亦毅然以社稷安危為己任。

### 北京保衛戰
因为英宗被俘、明朝无主、太子又年幼、瓦剌大軍又逼近，明朝大臣纷纷请皇太后立郕王朱祁鈺为国君。郕王听后再三推辭，于謙大聲說：“臣等實在是憂慮國家，並非為了私人打算。”郕王於是接受此議。同年九月，朱祁钰即位，為明代宗。于謙入朝對答陳述京師防衛策略，他激動地哭泣着說：
|  | 敵寇得意，要挟持扣留太上皇，这样形势下他們必然輕視我大明，長驅直入到南方。所以請求朝廷命令各邊防駐守大臣協力防守阻擊。京城軍隊的武器幾乎用盡，應當馬上各分道募集部隊，并命工部修理武器盔甲。此外，亦派遣都督孫鏜、衛穎、張、张仪、雷通分別帶兵防守京城九門，并在外城安置兵營。請都御史楊善、給事中王竑參與到保衛事宜，將靠近城郭的居民遷入城內。通州積攢的糧食，可命官軍自己到關上支取，將剩餘的粟米換成金錢，不要留下資助敵軍。文臣如軒等，可勝任為巡撫。武臣如石亨、楊洪、柳溥等，宜任命為將領元帥。至於軍隊事務，臣親自擔當，若不能奏效，則請治臣的罪。 |

景帝听后深表赞同，并于次月敕令于謙为提督，统领各路兵马。
此时，也先挟持英宗攻破紫荊關直驅而入，窺視京师。石亨建議收攏軍隊，實行堅壁清野之策，使得敵軍疲困。于謙則稱不可，認為此舉使得蒙古更加輕視明軍。他於是命各將領將二十二萬部隊分兵在京師九門城外排開陣勢：都督陶瑾守安定門，廣寧伯劉安守东直门，武進伯朱瑛守朝陽門，都督劉聚守西直门，鎮遠侯顧興祖守阜成門，都指揮李端守正陽門，都督劉得新守崇文门，都指揮湯節守宣武門，而于谦与石亨率副總兵范廣、武興列阵于德勝門外，直对正北而来的也先大軍。此外，他還將兵部事宜交给兵部侍郎吳寧，悉数关闭全部城门，并亲自督战。为了保持戰鬥士氣，于謙下达了著名的軍戰連坐法：
|  | 臨陣將不顧軍先退者，斬其將。軍不顧將先退者，後隊斬前隊。 |

于是，将士知道撤退必死無疑，于是均受命效力。隨後，副總兵高禮、毛勝在彰儀門北面擊退敵軍，生擒蒙古首領一名。景帝十分高興，命令于謙挑選精兵在教場屯兵以便調用，并命令內臣興安、李永昌和于謙一同管理軍務。
起初，也先深入内地，自视拿下京城只是旦夕之事。但是当看到官兵布阵井井有条后稍微沮丧。已叛明的太监喜寧唆使也先，要求明朝派大使迎接成为人质的朱祁镇，并索要金帛无数，并邀请于谦、王直、胡濙等人谈判。景帝不许，也先听后十分失望，于是放弃谈判。
十月十一日，京師保衛戰開始。也先首先派少量部队窥视明军在德胜门的部署，于謙与石亨预料此计，于是设法诱敌。随后，瓦剌一万大军开始主攻，副總兵范廣在途中设伏、以火器突發反攻，也先弟孛羅、平章毛里孩中砲而亡。瓦剌军不得已改攻西直门，都督孫鏜守卫，石亨亦分兵援助，瓦剌军只能引退。副總兵武興在彰義門外击败瓦剌，并与都督王敬挫败其先锋。瓦剌准备撤退时，明军欲争功，军阵混乱，武興中流矢陣亡。瓦剌撤至土城，王竑及福壽援兵赶到，蒙古大軍撤退。此後兩軍相持五日，也先感到大势已去，又听闻各地勤王部队赶到，唯恐归路被断，于是拥着英宗由良乡向西而去，于謙调遣部队追至关外方才还师。至此，蒙古撤出關外，明军获得京城保卫战的胜利。
之后明廷论功行赏，于謙加封為少保，总管军务。于謙則稱：“四面邊境的戰事很多，這是卿大夫的恥辱，哪里敢邀功請賞呢！”并坚持辞去加赏，景帝不予批准。之后，于謙請求增加守卫真州、保定、涿州、易州的部署，并派遣大臣镇守山西，防備蒙古部队再次南侵。

### 瓦剌求和与英宗南返
景泰元年（1450年）三月，总兵朱謙上奏称瓦剌两万部队围攻萬全，景帝敕命范廣擔任總兵官進行抵禦。不久蒙古撤軍，于謙請求在居庸關駐兵，蒙古來則出關剿殺，敵退則從京師補給糧草。大同參將許貴奏報，北方有三個人到鎮上，要求朝廷派遣使者講和。于謙则反对道：
|  | 以前派遣指挥季鐸、岳謙前去，但是也先卻隨之入侵。又派遣通政王復、少卿趙榮去，沒有看見上皇只能返回。現今看來，和談已經很明顯不可行了。何況我們與蒙古有不共戴天之仇，從情理上講，本就不能講和。萬一講和而對方索求無度，那依從他則會受損，不依從則會發生變故，情勢所看，也不能夠講和。許貴身為武將，卻懦弱害怕成這樣，又憑何抵抗敵軍，按法令應當誅殺。 |

景帝遂發公文嚴厲指責。至此邊關將領人人都主張作戰防禦，沒有再敢建議議和的。
除了堅持防禦外，于謙還設計離間蒙古內部勢力。最初也先常以英宗朱祁镇作为要挟，這類計謀主要是自叛明的太監喜寧。于謙遂密令鎮守大同的武將趁对方遣使之机，擒拿喜寧并诛杀；此外，他還設計叫王偉引誘并殺死間諜小田兒。他還使用離間計，請求特赦忠勇伯蔣信，許願給他分封爵位，命其暗中策劃。至此，也先開始有送還英宗的想法，并派遣使者講和，京城漸漸放鬆了嚴防。于謙此時上奏請求告誡各地仍然加強城防，以防患未然。
到了八月，朱祁镇被俘快近一年了。也先频繁派遣使者，请求明朝迎接太上皇，大臣王直等建議派遣使者迎接。然而，已为天子的朱祁鈺却很不愿奉迎哥哥，并称：“朕本来就不想登天子之位，當時被推舉，實在是出於你們的意思。”于謙聽後委婉地稱：“天位已經確定，難道還會有其他事情發生？只是從道義上應當馬上迎接罷了。萬一對方果真心懷欺騙，我們就有口實了。”景帝聽後隨即改變臉色，稱：“聽你的，聽你的。”於是先後派遣李實、楊善前去，終於迎接英宗返回，此舉是有于謙的功勞。

### 改革军制与平定民变

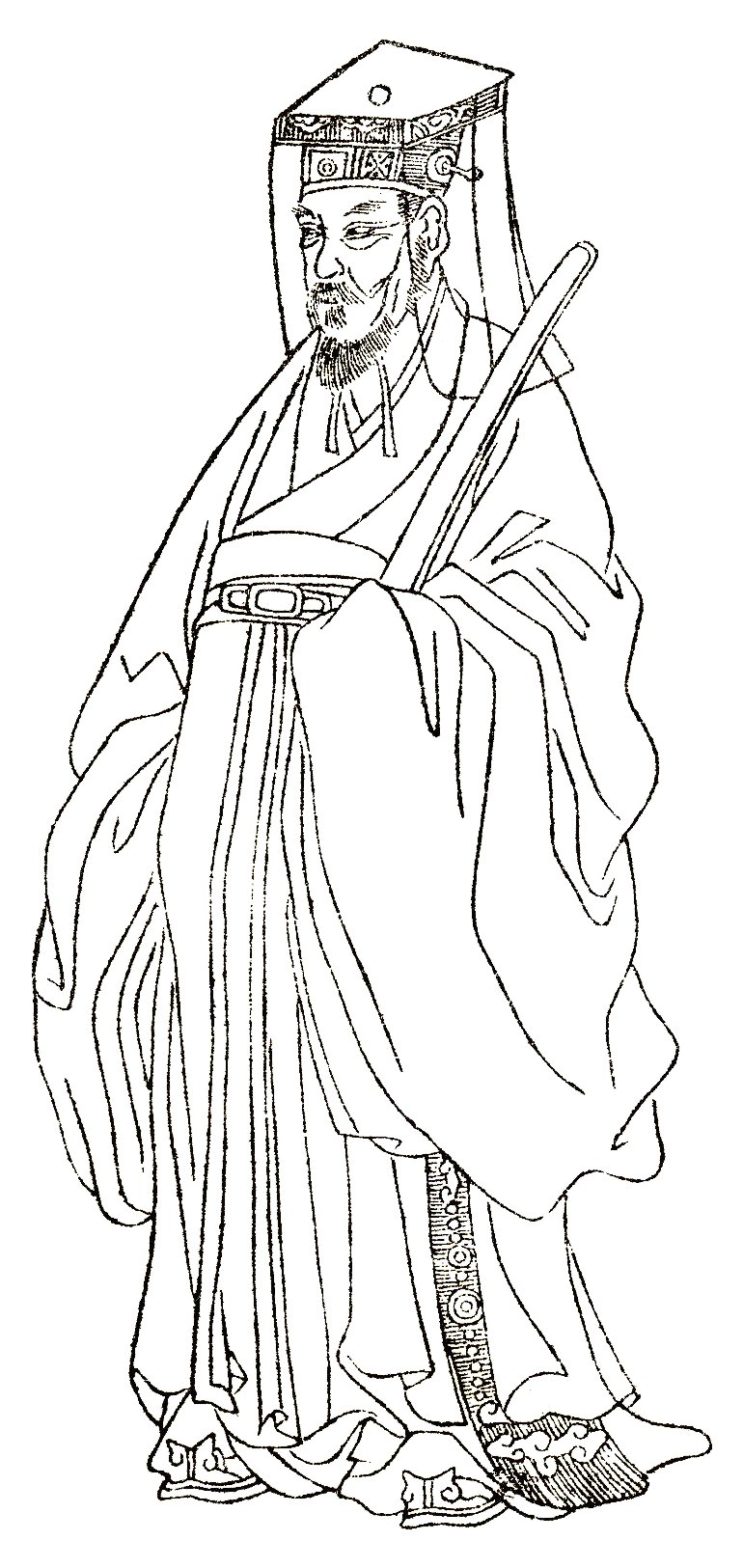
于謙像

英宗返回后，瓦剌又請求入朝進貢。在此之前，進貢使者不過百人。正統十三年，這個數字卻達到三千多人，每当賞賜不滿足他們要求后，蒙古就入境侵犯。此時，蒙古又派三千使者來朝，于謙遂請在居庸關和京城都增加部署后再宴請他們。他還稱，這種議和難以依靠，於是分條呈上安定邊疆的三策。其中包括，請景帝敕命大同、宣府、永平、山海關、遼東各路的總兵官增修防禦設備。此外建立團營制度，即將原京城部隊分屬的五軍營、神機營、三千營統一管理，并選拔精銳部隊十五萬，分成十營組織訓練。瓦剌入朝進貢，每次都要帶俘獲的人口到來。于謙每次均上奏酬報使者，前後得以贖還的累積達幾百人。
早在永樂年间，投降的士兵都主要被安置在靠近京畿的地方。也先入寇时候，这些人反成为内应。于謙於是请遣散这些人。趁西南有戰事，每次一有征伐，就挑選他們的精銳騎兵，給他們豐厚錢糧去西南，不久又遣散他們妻兒，使得內患逐漸解除。當時，楊洪從獨石入關守衛，關外八座城池都棄給敵軍。于謙遂派都督孫安以輕騎兵出龍門關而佔領，并招募百姓屯田，一邊作戰一邊防守，至此八座城池收復。貴州苗民叛變還未平定，何文淵建議廢除兩個土司，專設都司，并派大將鎮守。于謙反對稱，廢除土司即等同放棄此地，爭論方止。雖然戰事漸漸休止，英宗返回，但于謙仍認為國恥未報，恰逢也先與脫脫不花相爭，他請求趁機調兵，親自征討報仇，以解除邊疆禍患。但沒有得到景帝批准。
于謙擔任兵部尚書時，正值北方蒙古勢力大增；南方福建鄧茂七、浙江葉宗留、廣東黃蕭養各自聚众立国号谋反，湖廣、貴州、廣西、苗族、瑤族、僮族等地均蜂拥而起。前後的部隊調動部署，都是于謙獨自策劃。軍馬倥傯，戰事變化無常，而于謙總能口述奏章，并完全符合當時情況。其屬僚官吏接受成命后，互相對視，均被其才能感到欽佩驚訝。此外，于謙號令明確細緻，即使勳爵宿將有細微過失不符合法令，也會馬上請求下旨嚴厲斥責。于謙的一紙法令傳至萬里之外，無不令人戒懼肅然。他的才識膽量敏捷細緻，當時無人可比。而他仍為臣忠誠、憂慮國家而忘我。英宗雖返，于謙卻不稱自己功勞。東宮改換后，景帝命兼屬兩宮的官員支取兩份俸祿。各位大臣雖都推辭，但只有于謙一再拒絕。他為人奉行節儉，所居房屋只能遮蔽風雨。景帝於是在西華門賜大宅給他，他推辭道：“國家危難，身為臣子怎敢使自己安樂？”并堅決推辭，但景帝沒有批准。於是，他取出此前所賜予的璽書、衣袍、銀錠之類，全部加蓋封存，只是每年定時查看一下而已。

### 夺门之变及獲罪
于謙的勤勉付出，使得他的大量主張得到了景帝的全力支持和信任，即使到人事任用，景帝必定會悄悄詢問他的意見。于謙亦根據實情回答，無所隱瞞，不避嫌疑和怨恨。因此，那些不被重用的人均怨恨于謙，即使被任用卻比不上于謙的，也往往嫉妒他。瓦剌剛撤軍后，都御史羅通就彈劾于謙所呈的功勞簿不符合事實。有御史稱于謙太過專權，請求六部大事須與內閣一同奏報施行。雖然事後于謙援引祖制說服，戶部尚書金濂亦上疏爭辯，但進言的人仍不停地羅列罪名打擊于謙。每次御史上奏彈劾，均賴景帝排除眾議堅持任用，使得他能夠全力安排布置兵事。
但是，于謙性格本就剛直，每次遇到不如意事，就撫胸歎息道：“此一腔熱血，竟灑何地！”看到那些懦弱的大臣、皇親貴族，他內心頗生鄙夷之情，於是怨恨他的人就更多。他始終不主張議和，雖然此舉最後使得英宗返回，但他仍稱不悅。此外，徐珵因建議南遷而被于謙斥責。從此改名為徐有貞，逐漸升官任用，對于謙之恨咬牙切齒。石亨本是因違法削職，于謙請求寬恕并重用他，任十營總兵，但因畏懼于謙不敢放縱，也不喜歡他。德勝門之勝，石亨功勞不及于謙，卻因此封侯，心中感到羞愧，於是上疏推薦于謙之子冕。于冕推辭，景帝不許，此時于謙稱：“國家多事，臣子從道義上講不該顧及私人恩情。況且石亨身為大將，沒聽說他提拔隱居人才、軍中低級將領、或有助於軍隊國家的人，卻偏偏舉薦臣的兒子，能得到公眾議論的認同么？臣對於軍功，極力推託卻仍僥倖得官，卻決不敢讓兒子濫冒功勞。”石亨聽後，大為憤怒。此外，都督張軏因為征討苗民違法，被于謙彈劾，其和內侍曹吉祥等人都一直怨恨于謙。
景泰八年正月，石亨、曹吉祥、徐有貞等，趁景帝病重，聯合发兵拥立英宗復位，史稱“夺门之变”。英宗復位后，石亨和曹吉祥等诬陷于謙制造不轨言论，要另立天子，唆使科道官上奏，于謙與大學士王文下獄。都御史萧维祯审理案件，判定于謙犯谋逆罪，判处死刑。王文不能承受誣陷，極力爭辯，于謙笑著說：“這是石亨等人授意罷了，辯解又有什麽用呢？”奏章呈上后，英宗還猶豫地說：“于謙實有功。”徐有貞進言道：“不殺于謙，此舉為無名。”英宗遂下定決心，同年改元為天順，以谋逆罪，殺于謙棄市。判其子于冕充军，發戍山西龍門，其妻張氏發戍山海關。于謙下獄之後，部分大臣和幾名太監想救之，發怒質問徐有貞，有貞回之以「虽无显迹，意有之。」（雖然並無實際證據，但有此意欲。如同莫須有）。当时遂溪教諭吾豫称于謙罪當族诛，更指他所薦舉的文武大臣應一併誅殺，最終因部議力阻而作罷。千戶白琦又請求列舉其罪狀，並刻在板上公告天下。一時满朝官员欲求得寵者，都以于謙之事為口實。

## 身後
錦衣衛登記沒收于謙的財產時，家裡沒有多餘財物，只有正室的大鎖很堅固。打開一看，只是皇帝御賜的蟒衣、劍器，觀者無不嘆息不已。于謙去世后，本是曹吉祥部下的指揮朵兒在于謙行刑之地用酒祭祀他，悲痛哭泣。曹吉祥發怒而揍打朵兒，次日他仍然祭奠如故。都督同知陳逵為于謙的忠義所感，收斂其屍體埋葬，第二年歸葬在杭州。皇太后起初不知于謙死事，當聽聞后哀傷歎氣數日，英宗之後亦感到後悔。
于謙死後，石亨黨羽陳汝言代替擔任兵部尚書一職。不到一年后就被舉發身敗，積藏的贓物達數萬白銀。英宗召集大臣進去察看，悲哀嚴肅地稱：“于謙在景泰年間得寵信，死去時卻無餘產，陳汝言的財為什麽卻又這麼多？”石亨低下頭不能回答。不久，明朝邊關警報再起，英宗憂形於色。恭順侯吳瑾侍候英宗，乘機進言道：“假使于謙還在，應當不會讓胡虜成此氣候。”英宗無言以對。這一年中，徐有貞被石亨中傷，被戍金齒。又過了幾年，曹石之變事發，石亨也被關入監獄死去，之後曹吉祥亦因謀反被族誅，于謙的冤屈最終得以昭雪。
成化年间，其子冕獲赦，上疏為父鳴冤，憲宗親自審理，并下詔予以平反：
|  | 當國家之多難，保社稷以無虞，惟公道之獨持，為權奸所並嫉。在先帝已知其枉，而朕心實憐其忠。 |

弘治二年（1489年），经給事中孫需上奏，明孝宗追贈于谦为「特進光祿大夫、柱國、太傅」，賜諡「肅愍」（《明实录》作忠愍），欽賜「在墓建祠」，題為「旌功」，設春秋兩祭。葬于谦于杭州西湖三台山麓。萬曆年间，明神宗改授谥号为“忠肃”。此後數百年间，杭州、河南、山西等地祭事仍不絕。

## 紀念

### 祠堂故居
因為于谦為拯救明朝社稷的“救時宰相”，在北京、杭州、河南、山西等地均有紀念他的祠堂與故居。現存的主要祠堂包括北京忠肃公祠，杭州西湖旁的于谦祠、于谦墓、于谦故居花园，以及浙江吳山的于谦读书处等，均為國家級、省級重點文物保護單位。

#### 北京谦故居
于谦在原順天府的故宅，后成为忠肃公祠。在今东城区西裱褙胡同23號。成化二年，明憲宗下詔追認于谦官職，將其故居改為忠節祠。清順治年間，祠堂被毀，直至光緒年間方始重建，院為兩層小樓，上為魁星阁。義和團運動時候，此地被設神壇。1976年，魁星阁在唐山大地震餘震中被毀，現僅存祠堂，为北京市文物保护单位。

#### 杭州谦祠堂等
杭州于谦祠、墓位于中国浙江杭州西湖乌龟潭旁的三台山山麓，為明朝弘治二年修建，此後多有毀建。清嘉庆年間，時任浙江杭嘉湖道的林則徐倡議集資修葺，并撰殿门两侧楹联：“公论久而后定，何处更得此人”。隨後因戰事等原因再毀，1998年，當地政府重新徹底修繕并對外開放，保持原清朝祠堂佈局，為東西三進，分為前殿、正殿和後殿。南北兩側有廂房，為典型的中國祠堂佈局。正殿有于谦雕塑，匾额为清乾隆皇帝御题“丹心抗节”、雕塑后壁面为徐向前书《石灰吟》。殿后有杨昌题刻《明少保兵部尚书赠太傅谥忠肃于公像》碑、袁枚题《重修于忠肃庙碑》等九块残碑。
于谦墓在于谦祠旁。明孝宗时期，在墓旁建旌功祠，设春秋二祭，此建筑群为祠墓合一格局。文化大革命期间，墓建被毁，1982年重建。该建筑群进入浙江省文物保护单位名单。2006年，入选第六批全国重点文物保护单位。
杭州于谦故居，位于浙江杭州清河坊祠堂巷41号，为于谦祖居。明成化二年修葺，为怜忠祠，巷名亦改为祠堂巷。其故居形成为忠肃堂、思贤庭、古井等布局。现为杭州市文物保护单位。

### 主要作品
《除夜太原寒甚》
《荒村》
《平陽道中》
《觀書》
《暮春遇雨》
《入京》
《石灰吟》
《詠煤炭》
《岳忠武王祠》
《北風吹》
《望雨》
《入塞》
《到澤州》 
其中《石灰吟》一詩為于謙十七歲時所寫，可說是于谦一生的寫照，也最為後世所熟知。

### 文學與戲劇
因為于谦對明朝歷史有重要作用，民間多有對其生平有所演繹。
文學方面，朱國楨《湧幢小品》一書中有于谦託夢王錫爵的紀錄，袁枚《子不語》一書中有提到于谦顯靈滅除石頭精的故事；釋海山、釋大恩、釋昌臻所著《太上感應篇》一書亦有于谦顯靈的事蹟。
戲劇方面。1962年，戲劇家双戈、魏峨，根據于谦生平，編寫成為越劇，著重描寫其在土木之變后的事蹟。1964年，此剧由浙江越剧一团排成，並于同年六月在杭州上演，由钱鑫培饰于谦，陈静、任贤璋、胡敏任導演。文化大革命期間，該劇與《海瑞罢官》等一同被遭到批判。

### 影視形象
2004年中國大陸电视剧《大明王朝1449》：王慶祥飾于謙

### 引用
1. ↑  康熙《錢塘縣志》（卷9）：（永樂）十八年庚子科陳聳榜……于謙 經魁，見進士，有傳
2. ↑  清·张廷玉等，《明史》（卷170）：于謙，字廷益，錢塘人。生七歲，有僧奇之曰：「他日救時宰相也。」舉永樂十九年進士。宣德初，授御史。奏對，音吐鴻暢，帝為傾聽。顧佐為都御史，待寮屬甚嚴，獨下謙，以為才勝己也。扈蹕樂安，高煦出降，帝命謙口數其罪。謙正詞嶄嶄，聲色震厲。高煦伏地戰慄，稱萬死。帝大悅。師還，賞賚與諸大臣等。
3. ↑  明·焦竑編，《國朝獻徵錄·兵部尚書于公謙傳》（卷38，王世贞書）：扈蹕下樂安州漢王高煦既面縛降上卒命謙數其罪謙肆口而成其言皆正大剴切高煦俯首戰慄稱萬七而已上大悅還師第賞鈔幣與大臣同
4. ↑  明·焦竑編，《國朝獻徵錄·兵部尚書于公謙傳》（卷38，王世贞書）：入之議增補各部右侍郎治諸鎮糧稅兼練卒撫民上手書謙姓名授吏部遂超拜兵部右侍郎兼河河南山西奉璽書以往時年僅三十三時人榮之
5. ↑  清·张廷玉等，《明史》（卷170）：出按江西，雪冤囚數百。疏奏陝西諸處官校為民害，詔遣御史捕之。帝知謙可大任，會增設各部右侍郎為直省巡撫，乃手書謙名授吏部，超遷兵部右侍郎，巡撫河南、山西。謙至官，輕騎徧歷所部，延訪父老，察時事所宜興革，即具疏言之。一歲凡數上，小有水旱，輒上聞。
6. ↑  清·张廷玉等，《明史》（卷170）：正統六年疏言：「今河南、山西積穀各數百萬。請以每歲三月，令府州縣報缺食下戶，隨分支給。先菽秫，次黍麥，次稻。俟秋成償官，而免其老疾及貧不能償者。州縣吏秩滿當遷，預備糧有未足，不聽離任。仍令風憲官以時稽察。」
7. ↑  清·张廷玉等，《明史》（卷170）：詔行之。河南近河處，時有衝決。謙令厚築隄障，計里置亭，亭有長，責以督率修繕。並令種樹鑿井，榆柳夾路，道無渴者。大同孤懸塞外，按山西者不及至，奏別設御史治之。盡奪鎮將私墾田為官屯，以資邊用。威惠流行，太行伏盜皆避匿。在官九年，遷左侍郎，食二品俸。
8. ↑  明·焦竑編，《國朝獻徵錄·兵部尚書于公謙傳》（卷38，王世貞書）：謙感上知遇夙夜拊循郡邑延訪父老以便益病苦歲饒則多出官鏹糴民粟歸庾儉則吐庾粟減直以糶公私得相贍而於下尤利齊秦民飢徙入河南者謙令邑各給田初與之牛種而以次責其稅毋令與土著淆河勢將潰謙厚築是障之多植榆柳其上五里有亭亭有長暨卒責以修補乃至所過經由官道俱責種樹間鑿井以蔭行者而飲渴者其在山西則以大同在塞外巡按御史不能至其地往往玩狎請別設御史併上谷治之而又盡奪大同鎮將之役卒墾私田者?官屯邊用充溢謙于吏術民事?所不精剴而尤以足兵食明舉措振綱紀
9. ↑  清·张廷玉等，《明史》（卷170）：初，三楊在政府，雅重謙。謙所奏，朝上夕報可，皆三楊主持。而謙每議事京師，空橐以入，諸權貴人不能無望。及是，三楊已前卒，太監王振方用事，適有御史姓名類謙者，嘗忤振。謙入朝，薦參政王來、孫原貞自代。通政使李錫阿振指，劾謙以久不遷怨望，擅舉人自代。下法司論死，繫獄三月。已而振知其誤，得釋，左遷大理寺少卿。
10. ↑  明·焦竑編，《國朝獻徵錄·兵部尚書于公謙傳》（卷38，王世貞書）：當是時居政本者三楊皆重謙所奏請朝上毋不夕報可以是得行其志它措署多遂著?甲令滿九歲遷左侍郎食二品俸得封其父母謙既在官久威惠流聞嘗輕騎自河內歷太行而盜有窺者謙厲聲叱之皆大驚散走曰不知?我公死罪幸赦我謙數當入朝議事人謂即不橐金往寧無一二土物如合薌乾菌裹頭之類足以充內交際耶謙笑而兩舉其袖曰吾惟有清風而已且交際物之幾何而閭閻短長可畏也因賦詩見志入朝舉參政孫原貞王來自代是時三楊前後卒而中貴人王振持秉勢張甚以謙無私謁嗛之勒給事中廷劾謙以久不遷怨望擅舉人自代亡人臣禮下法司論斬繫
11. ↑  清·张廷玉等，《明史》（卷170）：山西、河南吏民伏闕上書，請留謙者以千數，周、晉諸王亦言之，乃復命謙巡撫。時山東、陝西流民就食河南者二十餘萬，謙請發河南、懷慶二府積粟以振。又奏令布政使年富安集其眾，授田給牛種，使里老司察之。前後在任十九年，丁內外艱，皆令歸治喪，旋起復。
12. ↑  清·张廷玉等，《明史》（卷170）：十三年以兵部左侍郎召。明年秋，也先大入寇，王振挾帝親征。謙與尚書鄺埜極諫，不聽。埜從治兵，留謙理部事。
13. ↑  清·张廷玉等，《明史》（卷170）：及駕陷土木，京師大震，眾莫知所為。郕王監國，命羣臣議戰守。侍講徐珵言星象有變，當南遷。謙厲聲曰：「言南遷者，可斬也。京師天下根本，一動則大事去矣，獨不見宋南渡事乎！」王是其言，守議乃定。
14. ↑  清·张廷玉等，《明史》（卷170）：時京師勁甲精騎皆陷沒，所餘疲卒不及十萬，人心震恐，上下無固志。謙請王檄取兩京、河南備操軍，山東及南京沿海備倭軍，江北及北京諸府運糧軍，亟赴京師。以次經畫部署，人心稍安。即遷本部尚書。
15. ↑  清·张廷玉等，《明史》（卷170）：郕王方攝朝，廷臣請族誅王振。而振党馬順者，輒叱言官。於是給事中王竑廷擊順，眾隨之。朝班大亂，衛卒聲洶洶。王懼欲起，謙排眾直前掖王止，且啟王宣諭曰：「順等罪當死，勿論。」眾乃定。謙袍袖為之盡裂。
16. ↑  明·焦竑編，《國朝獻徵錄·兵部尚書于公謙傳》（卷38，王世貞書）：正統己巳虜酋也先既破略獨石馬營諸鎮至秋益猖獗振遂挾上下詔親征謙與鄺埜上言也先醜豎子耳諸邊將士足制之陛下?宗廟社稷主奈何不自重奉以與犬羊角乎請毋煩六師上不聽埜乃從治兵而留謙治部事車駕至土木蒙塵報至京師大震皇太子幼不能監國大后乃命郕王攝政以輔之王御左順門時中貴人振雖巳歿虜中外恨而欲食其肉於是九卿臺諫廷劾振罪請用反法於其家奏未竟而錦衣指揮馬順者振黨也妄傳王旨叱眾退給事中王竑起直前擒順曰此正所謂翼虎者今日猶敢爾眾爭捶之立死又捶二閹之嘗私振者死時衞卒聲洶洶王懼欲退諸大臣皆披靡有趨匿者公獨直前掖王且啟王下令曰捶順與二閹死者義激無罪少選俟得請皇太后即族振且籍順等家眾姑退於是王乃起謙徐徐步出掖門吏部尚書王直者最？篤老臣執謙手而歎曰朝廷正藉公耳今日雖百王直何能？”
17. ↑  清·张廷玉等，《明史》（卷170）：退出左掖門，吏部尚書王直執謙手歎曰「國家正賴公耳。今日雖百王直何能為！」當是時，上下皆倚重于謙，謙亦毅然以社稷安危為己任。
18. ↑  清·张廷玉等，《明史》（卷170）：初，大臣憂國無主，太子方幼，寇且至，請皇太后立郕王。王驚謝至再。謙颺言曰：「臣等誠憂國家，非為私計。」王乃受命。
19. ↑  清·张廷玉等，《明史》（卷170）：九月，景帝立，謙入對，慷慨泣奏曰：「寇得志，要留大駕，勢必輕中國，長驅而南。請飭諸邊守臣協力防遏。京營兵械且盡，宜亟分道募民兵，令工部繕器甲。遣都督孫鏜、衞穎、張、張儀、雷通分兵守九門要地，列營郭外。都御史楊善、給事中王竑參之，徙附郭居民入城。通州積糧，令官軍自詣關支，以贏米為之直，毋棄以資敵。文臣如軒者，宜用為巡撫。武臣如石亨、楊洪、柳溥者，宜用為將帥。至軍旅之事，臣身當之，不効則治臣罪。」
20. ↑  明·焦竑編，《國朝獻徵錄·兵部尚書于公謙傳》（卷38，王世貞書）：尋進兵部尚書謙謝弗允乃上言扈駕文武臣有預軍事進止當以失機論即死亦不宜濫卹報許郕王既即大位益賢謙虗巳委焉入對慷慨泣奏曰虜得志挾我大駕勢必長驅而南今六軍實少武庫兵器盡矣司馬宜急分道募兵及留漕卒自益司空宜併日而蒐乘繕械九門要地宜令都督孫鏜衞頴雷通張等分守之都御史楊善給事中王竑等參焉凡兵皆出營郭外毋令避而示弱郭外之民皆徙入內安插毋令失所而囂通州倉欲守之或不能委以與虜則可惜宜令官軍皆給一歲祿奉聽其自運仍以贏米?之直虜所急者草諸廠宜亦聽軍稱力取之不盡則焚之毋以飽虜馬
21. ↑  清·张廷玉等，《明史》（卷170）：帝深納之。十月敕謙提督各營軍馬。
22. ↑  清·张廷玉等，《明史》（卷170）：而也先挾上皇破紫荊關直入，窺京師。石亨議斂兵堅壁老之。謙不可，曰：「奈何示弱，使敵益輕我。」亟分遣諸將，率師二十二萬，列陣九門外：都督陶瑾安定門，廣寧伯劉安東直門，武進伯朱瑛朝陽門，都督劉聚西直門，鎮遠侯顧興祖阜成門，都指揮李端正陽門，都督劉得新崇文門，都指揮湯節宣武門，而謙自與石亨率副總兵范廣、武興陳德勝門外，當也先。
23. ↑  清·张廷玉等，《明史》（卷170）：而也先挾上皇破紫荊關直入，窺京師。石亨議斂兵堅壁老之。謙不可，曰：「奈何示弱，使敵益輕我。」亟分遣諸將，率師二十二萬，列陣九門外：都督陶瑾安定門，廣寧伯劉安東直門，武進伯朱瑛朝陽門，都督劉聚西直門，鎮遠侯顧興祖阜成門，都指揮李端正陽門，都督劉得新崇文門，都指揮湯節宣武門，而謙自與石亨率副總兵范廣、武興陳德勝門外，當也先。以部事付侍郎吳寧，悉閉諸城門，身自督戰。
24. ↑  清·张廷玉等，《明史》（卷170）：下令，臨陣將不顧軍先退者，斬其將。軍不顧將先退者，後隊斬前隊。
25. ↑  清·张廷玉等，《明史》（卷170）：於是將士知必死，皆用命。副總兵高禮、毛福壽卻敵彰義門北，擒其長一人。帝喜，令謙選精兵屯教場以便調用，復命太監興安、李永昌同謙理軍務。
26. ↑  清·张廷玉等，《明史》（卷170）：初，也先深入，視京城可旦夕下，及見官軍嚴陣待，意稍沮。叛閹喜寧嗾使邀大臣迎駕，索金帛以萬萬計，復邀謙及王直、胡濙等出議。帝不許，也先氣益沮。
27. ↑  清·张廷玉等，《明史》（卷170）：庚申，寇窺德勝門。謙令亨設伏空舍，遣數騎誘敵。敵以萬騎來薄，副總兵范廣發火器，伏起齊擊之。也先弟孛羅、平章卯那孩中砲死。
28. ↑  清·张廷玉等，《明史》（卷170）：寇轉至西直門，都督孫鏜禦之，亨亦分兵至，寇引退。副總兵武興擊寇彰義門，與都督王敬挫其前鋒。寇且卻，而內官數百騎欲爭功，躍馬競前。陣亂，興被流矢死，寇逐至土城。居民升屋，號呼投磚石擊寇，嘩聲動天。王竑及福壽援至，寇乃卻。相持五日，也先邀請既不應，戰又不利，知終弗可得志，又聞勤王師且至，恐斷其歸路，遂擁上皇由良鄉西去。謙調諸將追擊，至關而還。
29. ↑  清·张廷玉等，《明史》（卷170）：論功，加謙少保，總督軍務。謙曰：「四郊多壘，卿大夫之恥也，敢邀功賞哉！」固辭，不允。乃益兵守真、保、涿、易諸府州，請以大臣鎮山西，防寇南侵。
30. ↑  清·张廷玉等，《明史》（卷170）：景泰元年三月，總兵朱謙奏敵二萬攻圍萬全，敕范廣充總兵官禦之。已而寇退，謙請即駐兵居庸，寇來則出關剿殺，退則就糧京師，大同參將許貴奏，迤北有三人至鎮，欲朝廷遣使講和。
31. ↑  清·张廷玉等，《明史》（卷170）：謙曰：「前遣指揮季鐸、岳謙往，而也先隨入寇。繼遣通政王復、少卿趙榮，不見上皇而還。和不足恃，明矣。況我與彼不共戴天，理固不可和。萬一和而彼肆無厭之求，從之則坐敝，不從則生變，勢亦不得和。貴為介冑臣，而恇怯如此，何以敵愾，法當誅。」
32. ↑  清·张廷玉等，《明史》（卷170）：移檄切責。自是邊將人人主戰守，無敢言講和者。
33. ↑  明·焦竑編，《國朝獻徵錄·兵部尚書于公謙傳》（卷38，王世貞書）：已而賊果不至中貴人喜寧者故俘虜也下蠶室得近而後復沒虜?虜用諸所要挾皆寧謀謙密受計楊俊捕而磔之復授計侍郎王偉誘誅虜間者小田兒虜自是益計屈
34. ↑  清·张廷玉等，《明史》（卷170）：初，也先多所要挾，皆以喜寧為謀主。謙密令大同鎮將擒寧，戮之。又計授王偉誘誅間者小田兒。且因諜用間，請特釋忠勇伯把台家，許以封爵，使陰圖之。也先始有歸上皇意，遣使通款，京師稍解嚴。
35. ↑  清·张廷玉等，《明史》（卷170）：謙上言：「南京重地，撫輯須人。中原多流民，設遇歲荒，嘯聚可虞。乞敕內外守備及各巡撫加意整飭，防患未然，召還所遣召募文武官及鎮守中官在內地者。」
36. ↑  明·焦竑編，《國朝獻徵錄·兵部尚書于公謙傳》（卷38，王世貞書）：時復議遣使與也先和且迎太上羣臣王直等請之力上意不懌曰我非貧此位而卿等強樹焉而今復作紛紜何眾不知所對謙從容曰天位已定寧復有它言和者覬以解目前而得?備耳上顧而改容曰從汝從汝於是左都御史楊善以使往而上皇返駕
37. ↑  清·张廷玉等，《明史》（卷170）：於時八月，上皇北狩且一年矣。也先見中國無釁，滋欲乞和，使者頻至，請歸上皇。大臣王直等議遣使奉迎，帝不悅曰：「朕本不欲登大位，當時見推，實出卿等。」謙從容曰：「天位已定，寧復有他，顧理當速奉迎耳。萬一彼果懷詐，我有辭矣。」帝顧而改容曰：「從汝，從汝。」先後遣李實、楊善往，卒奉上皇以歸，謙力也。
38. ↑  清·张廷玉等，《明史》（卷170）：上皇既歸，瓦剌復請朝貢。先是，貢使不過百人，正統十三年至三千餘，賞賚不饜，遂入寇。及是又遣使三千來朝，謙請列兵居庸關備不虞，京師盛陳兵，宴之。因言和議難恃，條上安邊三策。請敕大同、宣府、永平、山海、遼東各路總兵官增修備禦。京兵分隸五軍、神機、三千諸營，雖各有總兵，不相統一，請擇精銳十五萬，分十營團操。團營之制自此始。具兵志中。瓦剌入貢，每攜故所掠人口至。謙必奏酬其使，前後贖還累數百人。
39. ↑  清·张廷玉等，《明史》（卷170）：“初，永樂中，降人安置近畿者甚眾。也先入寇，多為內應。謙謀散遣之。因西南用兵，每有征行，輒選其精騎，厚資以往，已更遣其妻子，內患以息。楊洪自獨石入衞，八城悉以委寇。謙使都督孫安以輕騎出龍門關據之，募民屯田，且戰且守，八城遂復。貴州苗未平，何文淵議罷二司，專設都司，以大將鎮之。謙曰：「不設二司，是棄之也。」議乃寢。謙以上皇雖還，國恥未雪，會也先與脫脫不花搆，請乘間大發兵，身往討之，以復前仇，除邊患。帝不許。
40. ↑  清·张廷玉等，《明史》（卷170）：謙之為兵部也，也先勢方張，而福建鄧茂七、浙江葉宗留、廣東黃蕭養各擁眾僭號，湖廣、貴州、廣西、瑤、僮、苗、僚所至蜂起。前後征調，皆謙獨運。當軍馬倥偬，變在俄頃，謙目視指屈，口具章奏，悉合機宜。僚吏受成，相顧駭服。號令明審，雖勳臣宿將小不中律，即請旨切責。片紙行萬里外，靡不惕息。其才略開敏，精神周至，一時無與比。至性過人，憂國忘身。上皇雖歸，口不言功。東宮既易，命兼宮僚者支二俸。諸臣皆辭，謙獨辭至再。自奉儉約，所居僅蔽風雨。帝賜第西華門，辭曰：「國家多難，臣子何敢自安。」固辭，不允。乃取前後所賜璽書、袍、錠之屬，悉加封識，歲時一省視而已。
41. ↑  清·张廷玉等，《明史》（卷170）：帝知謙深，所論奏無不從者。嘗遣使往真定、河間采野菜，直沽造乾魚，謙一言即止。用一人，必密訪謙。謙具實對，無所隱，不避嫌怨。由是諸不任職者皆怨，而用弗如謙者，亦往往嫉之。比寇初退，都御史羅通即劾謙上功簿不實。御史言謙太專，請六部大事同內閣奏行。謙據祖制折之，戶部尚書金濂亦疏爭，而言者捃摭不已。諸御史以深文彈劾者屢矣，賴景帝破眾議用之，得以盡所設施。
42. ↑  清·张廷玉等，《明史》（卷170）：謙性故剛，遇事有不如意，輒拊膺歎曰：「此一腔熱血，竟灑何地！」視諸選耎大臣、勳舊貴戚，意頗輕之，憤者益眾。又始終不主和議，雖上皇實以是得還，不快也。徐珵以議南遷，為謙所斥。至是改名有貞，稍稍進用，嘗切齒謙。石亨本以失律削職，謙請宥而用之，總兵十營，畏謙不得逞，亦不樂謙。德勝之捷，亨功不加謙而得世侯，內媿，乃疏薦謙子冕。詔赴京師，辭，不允。謙言：「國家多事，臣子義不得顧私恩。且亨位大將，不聞舉一幽隱，拔一行伍微賤，以裨軍國，而獨薦臣子，於公議得乎？臣於軍功，力杜僥倖，決不敢以子濫功。」亨復大恚。都督張軏以征苗失律，為謙所劾，與內侍曹吉祥等皆素憾謙。
43. ↑  清·张廷玉等，《明史》（卷170）：景泰八年正月壬午，亨與吉祥、有貞等既迎上皇復位，宣諭朝臣畢，即執謙與大學士王文下獄。誣謙等與黃竑構邪議，更立東宮；又與太監王誠、舒良、張永、王勤等謀迎立襄王子。亨等主其議，嗾言官上之。都御史蕭惟禎定讞。坐以謀逆，處極刑。
44. ↑  明·焦竑編，《國朝獻徵錄·兵部尚書于公謙傳》（卷38，王世貞書）：大同遊擊將軍以是益恨謙切骨而中貴人曹吉禮劉永誠者與謙共兵事亦銜謙氣陵之景皇帝不豫石亨謀與吉祥等發南城錮迎太上復辟甫御殿而執謙與大學士上文下獄謂謙父與中貴人舒良王誠張永等謀兆襄王?帝坐以謀反律凌遲處死然實無顯跡可據而廷鞫日亨等加鈷鑽鍜鍊文不勝憤辨之苦謙笑曰亨等意欲死我何益既奏上上猶豫曰于謙實有功若何時徐珵者改名□□而與亨比前曰不僇謙此舉?無名謙遂論斬棄市藉其家
45. ↑  清·张廷玉等，《明史》（卷170）：：文不勝誣，辯之疾，謙笑曰：「亨等意耳，辯何益？」奏上，英宗尚猶豫曰：「于謙實有功。」有貞進曰：「不殺于謙，此舉為無名。」帝意遂決。丙戌改元天順，丁亥棄謙市，籍其家，家戍邊。
46. ↑  . zh.wikisource.org.   [2023-05-22]. （原始内容存档于2023-05-22） （中文（简体））.
47. ↑  清·张廷玉等，《明史》（卷170）：遂溪教諭吾豫言謙罪當族，謙所薦舉諸文武大臣並應誅。部議持之而止。千戶白琦又請榜其罪，鏤板示天下，一時希旨取寵者，率以謙為口實。
48. ↑  明·焦竑編，《國朝獻徵錄·兵部尚書于公謙傳》（卷38，王世貞書）：自上賜外無長物。謙死之日，陰霾翳天，行路嗟歎。吉祥麾下有達官指揮朵耳者，以一觴酹其地而慟。吉祥恚朴之，明日復埒慟如故。先是杭之西湖涸龜底。
49. ↑  清·张廷玉等，《明史》（卷170）：及籍沒，家無餘貲，獨正室鐍鑰甚固。啟視，則上賜蟒衣、劍器也。死之日，陰霾四合，天下冤之。指揮朵兒者，本出曹吉祥部下，以酒酹謙死所，慟哭。吉祥怒，抶之。明日復酹奠如故。都督同知陳逵感謙忠義，收遺骸殯之。踰年，歸葬杭州。逵，六合人。故舉將才，出李時勉門下者也。皇太后初不知謙死，比聞，嗟悼累日。英宗亦悔之。
50. ↑  明·焦竑編，《國朝獻徵錄·兵部尚書于公謙傳》（卷38，王世貞書）：于公謙死，而陳汝言者亦亨黨也，代尚書不一載而敗藉，其貲列內府。上召大臣入視已，愀然曰：于謙終始景泰朝被遇，若一身而死無餘貲，汝言抑何多耶？俄西北邊報甚亟，上憂之。時恭順侯吳珵侍，進曰：于謙在，不令虜至此。上默然。是歲，有貞以內閣首輔與亨、吉祥爭權下獄，流金齒；又三年，亨下獄庾死，家藉彪暴；而又二年，吉祥與其從子昭等以謀反族。
51. ↑  清·张廷玉等，《明史》（卷170）：謙既死，而亨黨陳汝言代為兵部尚書。未一年敗，贓累巨萬。帝召大臣入視，愀然曰：「于謙被遇景泰朝，死無餘貲，汝言抑何多也。」亨俯首不能對。俄有邊警，帝憂形於色。恭順侯吳瑾侍，進曰：「使于謙在，當不令寇至此。」帝為默然。是年，有貞為亨所中，戍金齒。又數年，亨亦下獄死，吉祥謀反族誅，謙事白。
52. ↑  明·焦竑編，《國朝獻徵錄·兵部尚書于公謙傳》（卷38，王世貞書）：謙有一子冕，自府軍前衞千戶赦歸。憲宗初，上疏白寃狀。上憐而復其官，賜祭有云：當國家之多難，保社稷以無虞，惟公道而自持，權姦之所害在。先帝已知其枉，而朕心實憐其忠。天下誦而稱之。
53. ↑  清·张廷玉等，《明史》（卷170）：成化初，冕赦歸，上疏訟冤，得復官賜祭。誥曰：「當國家之多難，保社稷以無虞，惟公道之獨持，為權奸所並嫉。在先帝已知其枉，而朕心實憐其忠。」
54. ↑  清·张廷玉等，《明史》（卷170）：弘治二年用給事中孫需言，贈特進光祿大夫、柱國、太傅，諡肅愍，賜祠於其墓曰旌功，有司歲時致祭。萬曆中，改諡忠肅。杭州、河南、山西皆世奉祀不絕。
55. ↑  明·焦竑編，《國朝獻徵錄·兵部尚書于公謙傳》（卷38，王世貞書）：孝宗初，加贈特進光祿大夫、柱國、太傅，諡肅愍，賜特祠於其墓曰旌功。
56. ↑  清·张廷玉等，《明史》（卷170）：“成化初，冕赦歸，上疏訟冤，得複官賜祭。誥曰：「當國家之多難，保社稷以無虞，惟公道之獨恃，為權奸所並嫉。在先帝已知其枉，而朕心實憐其忠。」天下傳誦焉。弘治二年，用給事中孫需言，贈特進光祿大夫、柱國、太傅，諡肅湣。賜祠於其墓曰「旌功」，有司歲時致祭。萬曆中，改諡忠肅。杭州、河南、山西皆世奉祀不絕。”
57. ↑  . 中国杭州网. 2003-09-08  [September 3, 2011]. （原始内容存档于2009-08-14）.
58. ↑  . 杭州旅游网.   [September 3, 2011]. （原始内容存档于2011-08-14）.
59. ↑  . 杭州指南. 2007年3月27日  [September 3, 2011]. （原始内容存档于2009年2月22日）.
60. ↑  袁枚《子不語·南山頑石》：海昌陳秀才某，禱夢於肅愍廟。夢肅愍開正門延之，秀才逡巡。肅愍曰：「汝異日我門生也，禮應正門入。」坐未定，侍者啟：「湯溪縣城隍稟見。」隨見一神峨冠來。肅愍命陳與抗禮，曰：「渠屬吏，汝門生，汝宜上坐。」秀才惶恐而坐。聞城隍神與肅愍語甚細，不可辨，但聞「死在廣西，中在湯溪，南山頑石，一活萬年」十六字。城隍告退，肅愍命陳送之。至門，城隍曰：「向與于公之言，君頗聞乎？」曰：「但聞十六字。」神曰：「志之，異日當有驗也。」入見肅愍，言亦如之。驚而醒，以夢語人，莫解其故。
61. ↑  《太上感應篇·例證語譯卷一》：明朝徐有貞，供奉北斗星君非常虔誠，每天他一定要向北拜四十九次，每逢初七、十七、二十七都要沐浴齋戒。明英宗天順年間，他因罪進了監獄，他推測自己的罪行不可能獲赦免。一天晚上，他夢見自己到了一所府第，有一位頭戴王冠的人坐在上面，許多官員抱著冊子站在兩旁。徐有貞向他叩頭，請他救救自己。戴王冠的人命令旁邊官員察看冊部。一會兒，查閱的人說：「這個人一生中沒有什麼大罪惡，只是受奸臣迷惑，誣陷謀害過忠臣于謙。他是應該下獄，但還不至於死罪。應該命令執掌雷電的部門救他。」等到徐有貞過堂受審時，他被嚴刑拷打，痛苦到極點，正在這時，突然刮起大風，雷聲大作，雨水把平地淹了三尺，審訊大堂上的燭燈也被吹滅了，而且房上瓦片石塊亂飛。上官知道這件事後，十分害怕，停止了對徐有貞的逼供拷打。徐有貞得以不死，被貶謫去防守金齒。
62. ↑  . 华夏综艺网.   [September 3, 2011]. （原始内容存档于2016-01-28）.